# Jättened

Jättened är en by i Gudhems socken, Falköpings kommun.
Jättened är känd för ett depåfynd bestående av ett 10-tal bronsföremål och ett ornerat skaft av renhorn. Det senare har sammanställts med ett liknande fynd från Själland och tolkats som skaftet till en skära, som varit anbragt på en bild av guden Frej.